# 樹海村
樹海村是一个以日本知名的自殺景點－富士樹海為背景的電影，作為犬鳴村的系列作，雖然不是續集，但依舊延續犬鳴村以相關的怪談手法。以恐怖村莊，結合靈異事件的現實場景與都市傳說為賣點做敘述。敘述據說絕不能在網路上搜尋的「取子箱」，以及因樹海的負能量而產生的瘋狂、混沌現象的故事。

## 劇情
相傳從前曾令人們戰慄不已、自古流傳下來的強力詛咒，被封印在富士樹海的深處。 網路紅人主播明奈，就因為想挑戰這個傳說，跑去富士樹海開直播挑戰，但卻真的受到詛咒而死亡。
13年前曾經與母親一起到富士樹海的深處舉行儀式的天澤姐妹，某日幫朋友阿久津輝（神尾楓珠飾演）跟美優（工藤遙飾演）搬家時意外找到一個神秘的盒子。阿久津輝認定是寶物，興沖沖要大夥來看，但被天澤響趕來阻止。
幾個年輕人好奇的把玩後，搬家業者說可以代為處理神秘箱子。拿在手上走到路邊停車處，竟遭急駛而來的貨車撞死，嚇壞幾個年輕人。
為了解除危機，天澤鳴（山口麻友飾演）的男朋友鷲尾真二郎（倉悠貴 飾演）自告奮勇，表示可以將箱子送到家中寺廟除靈，除靈過程發生意外，妹妹天澤響（山田杏奈飾演）因受不了恐懼想淋汽油點火燒掉它，誰知，箱子無事，燒燬鷲尾家寺廟，把住持燒死。天澤響因此被當成瘋子，關入醫療院所。
不久，與盒子有關的人身邊也出現靈異現象，看過碰過這個箱子人都接二連三的離奇死亡，最後只剩下天澤姐妹。這時，天澤鳴想到13年前，年幼的響在客廳預備打開那個古怪的箱子，被厲聲斥責阻止。母親曾帶著她們兩人前往富士樹海。而這個古怪的箱子是來自富士樹海的自殺者的怨靈所製造的詛咒道具取子箱，咒殺對象的女人和小孩會下一代都會受影響...。

## 人物

### 主要人物
| 角色       | 演員     | 介紹 |
| 天澤響     | 山田杏奈 | 故事的女主角，天澤家的二女，天澤鳴的妹妹，天生具有靈異體質，擁有能見到異界的眼睛，她沉迷網路靈異直播節目，並且在生活中隱藏著自己的能力。 |
| 天澤鳴     | 山口麻友 | 天澤家的長女，天澤響的姐姐，保持是理智具有冷靜的形象，其實內心容易慌張，很討厭靈異或無法解釋的恐怖現象，也因此常常告誡她那個沉迷靈異節目的妹妹（ 山田杏奈飾演）希望她適可而止，不要整天聽那些鬼話連篇。 |
| 天澤琴音   | 安達祐實 | 天澤姐妹的生母，常常說看到奇怪的東西被別人嘲笑，認為是可怕的人而被自己的母親斥責，因被取子箱詛咒，在13年前曾帶天澤姐妹進入樹海村希望能解開詛咒，最後精神太痛苦而自殺死亡。 |
| 明菜       | 大谷凜香 | 網路紅人youtuber明菜，她出了一個搜主意，跑去富士樹海開直播靈異節目，宣稱挑戰中樹海出現靈異事件，在樹海內直播探險，突然被詭異的東西偷襲，受到打擊在尖叫中就這樣失去蹤影。雖然樹海村和犬鳴村是相同世界觀，但該角色和犬鳴村的明菜是不同人，同時該演員也以同樣的彩蛋形式以「明菜」一角客串第三部曲「牛首村」。 |
| 阿久津輝   | 神尾楓珠 | 天澤姊妹的青梅竹馬。 |
| 片瀬美優   | 工藤遙   | 天澤姊妹的青梅竹馬，也是阿久津輝的妻子，在搬家過程中發現被詛咒的取子箱，之後因搬東西跌倒流產。 |
| 鷲尾真二郎 | 倉悠貴   | 染金髮的帥氣男人，天澤姊妹的青梅竹馬，同時也是天澤鳴的戀人，父親是寺廟住持，在發現被詛咒的取子箱後拜託他父親化解，被天澤響縱火燒燬鷲尾家的寺廟，也燒傷了真二郎。 |
| 野尻雄二   | 塚地武雅 | 精神科醫生，診斷天澤響有精神疾病，依日本法律不需服刑，但要接受治療，天澤響因此被當成瘋子，關入醫療院所。 |
| 天澤唯子   | 原日出子 | 天澤姐妹的外婆，自責沒有正視天澤響的異常行為，告訴天澤鳴當年她們母親琴音（安達佑實 飾演）也是常常說看到奇怪的東西，精神太痛苦了才會自殺。 |
| 出口民綱   | 國村隼   | 樹海村的守村人，熟知樹海村的典故與怨靈的事件 |

## 主題曲
CHiCO with HoneyWorks演唱的「鬼之森」是CHiCO with HoneyWorls的第13張單曲《鬼ノ森／醜い生き物》中的其中一首

## 幕後花絮
- 製作人紀伊宗之表示：「我們從眾多故事中，選擇了真的『很不妙』的樹海為題材，這是聞名世界的知名森林，究竟它是神之森林，還是詛咒森林呢？而樹海村又在何處？在開拍前就開始衷心祈禱工作人員、演員們等有關人士，都能平安無事地完成這部作品。」

- 童星出身的安達祐實，出道30多年的她在《樹海村》 中飾演山田杏奈、山口麻友姊妹倆的母親，她表示：「平常覺得恐怖片很可怕，所以不太會看，但拍攝前仍自己一個人提心吊膽地看了清水導演之前的作品。這次有機會能進入那樣的世界，度過寶貴的時間。《樹海村》不只有恐怖的元素，悲傷又充滿愛的故事也能令觀眾樂在其中。」

- 新生代演員山口麻友，這次在《樹海村》裡飾演山田杏奈的姊姊「天澤鳴」一角，戲外的她表示其實也對恐怖題材感到十分害怕，山口麻友表示：「我其實滿怕看恐怖片的……小時候去租錄影帶時，走進恐怖片區時只是稍微看到了恐怖片的外盒，晚上就害怕到睡不著。」而在電影宣傳活動中，對於山口麻友這次參演《樹海村》的情形，製作公司所邀請的靈媒竟透露：「山口麻友應該有一種在扮演過去的自己的感覺，十分有趣，是過去的她所經歷過的事。」山口麻友一聽也驚訝地表示：「沒錯！真的有那種感覺！」靈媒甚至表示，山口麻友如果再一次能勾起前世的記憶。[3]

## 製作團隊
- 導演：清水崇
- 編劇：保坂大輔、清水崇
- 配樂：大間間昂
- 製作：村松秀信、平野隆、與田尚志、藤田浩幸、佐野真之、丸橋哲彦、吉村和文、福田剛紀、後藤明信、檜原麻希、舛田淳、高倉喜仁
- 企劃：紀伊宗之
- 製作人：高橋大典、中林千賀子、三宅はるえ
- 撮影：福本淳
- 照明：市川徳充
- 美術：寒河江陽子
- 録音：西山徹
- 編集：鈴木理
- 服飾：中澤正英
- 衣服：小磯和代
- 化妝：梅原さとこ
- 特殊：百武朋
- VFX：鹿角剛
- 音響効果：赤澤勇二
- 助導：毛利安孝
- 製作擔當：高橋輝光、桑原学
- 配給：東映
- 製作公司：booster-project
- 製作：「樹海村」製作委員会